# Empresa Brasileira de Construção Naval
Empresa Brasileira de Construção Naval (EMBRASA) é um estaleiro brasileiro localizada na cidade catarinense de Itajaí.

## Lista de navios
- Orion - navio de pesquisas científico-pesqueira - 1976 [1]
- AvIn Aspirante Nascimento (U-10) - 1980
- AvIn Guarda-Marinha Brito (U-12) - 1981
- AvIn Guarda-Marinha Jansen (U-11) - 1981